# Piedra Ancha, Nayarit
Piedra Ancha är en ort i Mexiko.   Den ligger i kommunen Acaponeta och delstaten Nayarit, i den centrala delen av landet, 700 km nordväst om huvudstaden Mexico City. Piedra Ancha ligger 23 meter över havet och antalet invånare är 202.
Terrängen runt Piedra Ancha är huvudsakligen platt, men åt nordost är den kuperad. Runt Piedra Ancha är det ganska glesbefolkat, med 42 invånare per kvadratkilometer. Närmaste större samhälle är Acaponeta, 5,9 km norr om Piedra Ancha. Trakten runt Piedra Ancha består till största delen av jordbruksmark.